# Sabden
Sabden – wieś w Anglii, w hrabstwie Lancashire, w dystrykcie Ribble Valley. Leży 42 km na północ od miasta Manchester i 299 km na północny zachód od Londynu. W 2001 miejscowość liczyła 1371 mieszkańców.